# معركة دريسدن
مَعْرَكة دِرِيسْدِن (بالفرنسية: Bataille de Dresde)، (بالألمانية: Schlacht um Dresden)، دَارَتْ رَحَاها يَوم 26-27 من شهر أغُسطس سنة 1813 حولَ مدِينة درسدن عاصِمة ساكسونيا في ألمانيا الحالية. واحدة من مَعْارَك حرب التحالف السادسة الرئيسية خِلال فَترة الحروب النابليونية. أنتهت المَعركة بنَصر فرنسي نابليوني حاسِم على الرغم من تَفُوق جيوش التَحالُف في العَدد والعُدة بشكل كبير.

## مقدمة
في 16 أغسطس، أرسل نابليون فيلق المارشال سان سير لتحصين دريسدن من أجل إعاقة تحركات الحلفاء ولتكون بمثابة قاعدة محتملة لمناوراته الخاصة. لقد خطط لضرب الخطوط الداخلية لأعدائه وإلحاق الهزيمة بهم بالتفصيل، قبل أن يتمكنوا من الجمع بين قوتهم الكاملة. كان لديه جيش ميداني قوامه 442,810 رجلًا و 1284 مدفعًا في 559 كتيبة و 395 سربًا ضد قوات التحالف الميدانية التي يبلغ مجموعها 512,113 رجلًا في 556 كتيبة، و 572 سربًا و 68 فوجًا من القوزاق، و 1380 مدفعًا. 
تجنب التحالف المعركة مع نابليون نفسه، واختار مهاجمة القادة المرؤوسين وفقًا «لخطة تراتشينبرج» (دعت الخطة إلى تجنب المواجهة المباشرة مع الإمبراطور الفرنسي، نابليون بونابرت، والتي وُضعت نتيجة الخوف من براعة ودهاء الإمبراطور الفرنسي في المعركة). في 23 أغسطس، في معركة جروسبيرن، جنوب برلين، هزم ولي العهد السويدي كارل الرابع عشر يوهان (سابقاً المارشال الفرنسي برنادوت، مارشال نابليون نفسه) رفيقه القديم المارشال نيكولاس أودينو. في 26 أغسطس، وسحق المارشال البروسي جيبهارد فون بلوخر جيش المارشال الفرنسي جاك ماكدونالد في معركة كاتزباخ.

## المعركة

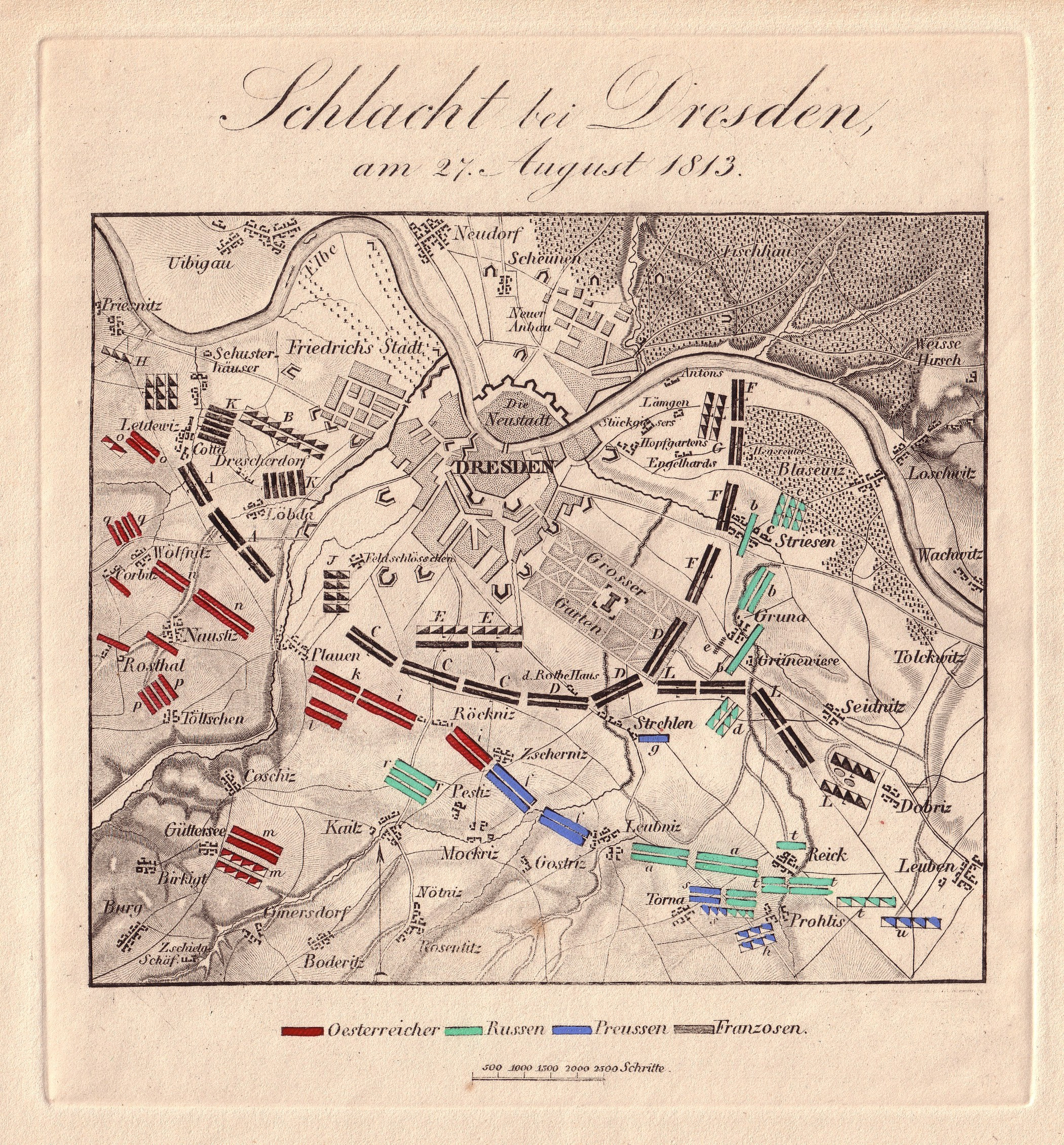
مخطط لارض مَعْرَكة دِرِيسْدِن.

### تَحرُكات الجيشين
في 25 أغسطس، اجتمع الملوك الثلاثة - الكسندر الأول قيصر روسيا، وفرانسيس الثاني ملك النمسا، وفريدريك ويليام الثالث ملك بروسيا - وموظفوهم لإلقاء نظرة على المدينة لمناقشة استراتيجيتهم. كانت دفاعات المدينة الضعيفة واضحة من وجهة النظر بحيث لا يمكن للحامية الفرنسية والساكسونية المكونة من 20 ألف رجل بقيادة مارشال سان سير أن تأمل في الاحتفاظ بمدينة بهذا الحجم. أراد القيصر والجنرال جان فيكتور مورو، الذي كان جنرالًا لفرنسا سابقًا وبحلول عام 1813 أصبحَ مستشارًا للتحالف، بالهجوم على الفور؛ بينما أراد شوارزنبرج الانتظار حتى وصول قوات إضافية. 
في اليوم التالي، 26 أغسطس، أرسل شوارزنبرج قوة التحالف المكونة من أكثر من 200000 رجل لمهاجمة سان سير. تم تقسيم جيش بوهيميا إلى ثلاثة أقسام: الجناح الأيسر يتألف من النمساويين ويقوده شوارزنبرج نفسه ويضم 9 فرق مشاة و 3 فرق سلاح خيالة و 128 بندقية. تألف الجناح الأيمن من الروس والبروسيين تحت قيادة فيتجنشتاين، وشمل فرقتين مشاة روسيين وفيلق فريدريش نوليندورف البروسي و 158 بندقية؛ تألفت الاحتياطيات خلف المركز من أفضل القوات الروسية والبروسية تحت قيادة مايكل دي تولي وضمت فرقتين من القاذفات الروسية و 4 فرق سلاح خيالة تابعة للحرس الروسي والحرس الملكي البروسي وحوالي 150 بندقية. بقي الملوك الثلاثة مع الاحتياطيات.
في دريسدن، كان الفيلق الرابع عشر التابع للجنرال سان سير يشرف على مختلف المعاقل والمواقع الدفاعية للمدينة. من الساعة 6:00 صباحًا حتى الظهر، بحث الحلفاء عن ثغرات في الدفاعات الفرنسية. وصل نابليون من الشمال حوالي الساعة 10:00 صباحًا مع وصول مشاة الحرس وفيلق الفرسان الأول التابع لمورات بعد ذلك بوقت قصير، حيث غطوا 140 كيلومترًا في مسيرات إجبارية على مدار ثلاثة أيام. تألف حرس نابليون من فيلق الحرس الشاب وفرقة الحرس القديم.

### بداية المَعركة
بعد الساعة 11:00 بقليل، لاحظ ملوك التحالف تدفق القوات الفرنسية إلى دريسدن من الشمال. كان هناك هدوء يُغطي ساحة المعركة بين الظهر والساعة 3:00 مساءً بينما اتخذت التعزيزات الفرنسية مواقع وفكر قادة التحالف فيما إذا كان عليهم مواجهة نابليون أو الانسحاب. بدأ التحالف أخيرًا قصفًا وهجومًا عامًا بدأ حوالي الساعة 3:00 مساءً ضد الضواحي الجنوبية للمدينة. مع تقدم قوات التحالف، أرسل نابليون بسرعة تعزيزات إلى المناطق المهددة - فيلق الفرسان الأول إلى اليمين الفرنسي، والجنرال ميشال نيي إلى الوسط ويواكيم مورات إلى اليسار الفرنسي. في الساعة 5:30 مساءً، بدأ نابليون هجومه المُضاد. بحلول الليل، استعاد الفرنسيون جميع مواقع التي كانت تحت سيطرة سان سير الأصلية تقريبًا. مع حلول الليل في 26 أغسطس، بدأت الأمطار الغزيرة التي استمرت طوال الليل. انتفخت الجداول بالمياه وتحولت الأرض إلى طين.
بعد أن تم تعزيزه بين عشية وضحاها مع فيلق النصر الثاني، وفيلق مارمونت السادس وفرسان الحرس، هاجم نابليون في صباح اليوم التالي في 27 أغسطس مع أستمرار هطول الأمطار، ودمر الجناح الأيسر للحلفاء، وحقق نصرًا تكتيكيًا مثيرًا للإعجاب. قطع نهر ويبرتز الذي غمرته المياه جزءًا كبيرًا من الجناح الأيسر لجيش الحلفاء، بقيادة يوهان فون كلينو واجناك جيولاي، من الهيكل الرئيسي لجيش التحالف في الوسط. استفاد المارشال يواكيم مورات من هذه العزلة وألحق خسائر فادحة بالنمساويين. يقول أحد الجنود الفرنسيين من الذين شاركوا في المعركة، «مورات.... قطع من فيلق كليناو من الجيش النمساوي، وألقى بنفسه على رأس جنوده الخيالة يقودهم... اضطرت جميع كتائب كليناو تقريبًا إلى إلقاء أسلحتها، وفرقتان أخريان من المشاة تقاسموا مصيرهم.»  من قوة كليناو، فرقة الملازم أول المارشال جوزيف، المكونة من خمسة أفواج مشاة، كانت محاطة وأسرها سلاح الخيالة بقيادة مورات، والتي تضم ما يقرب 13000 رجل. أصيب المارشال جوزيف بجروح وتقاعد في العام التالي.  كما تكبدت فرق جيولاي خسائر فادحة عندما هاجمها خيالة مورات بدعم من فيلق النصر الثاني أثناء عاصفة ممطرة. مع الصوان الرطب والبودرة، لم تكن بنادقهم تطلق النار وأصبح العديد من الكتائب صيداً سهلًا للخيالة الفرنسيين.
عندما كان الجناح الأيسر للحلفاء يتفكك، هاجم الفرنسيون الجناح الأيمن المتحالف مع نيي، مورات وسان سير. على الرغم من الهجوم اليائسة من قبل سلاح الخيالة الروسي والبروسي، تم طرد هذا الجناح أيضًا. احتل المركز الفرنسي فيلق مارمونت السادس لكن المركز اقتصر إلى حد كبير على المبارزة المدفعية. بحلول الساعة 5:00 مساءً، كان على قوة الحلفاء بأكملها أن تنسحب ببطء على الرغم من أن احتياطيات شوارزنبرج القوية لم يتم الالتزام بها. في تلك الليلة، قرر التحالف أن لديهم ما يكفي وانسحبوا بهدوء جنوبًا. لم يدرك نابليون أنهم غادروا حتى صباح اليوم التالي.
سمح الحرس الخلفي الفعال والطقس لشوارزنبرج بالانسحاب والهروب من أي محاولة للتطويق أو المطاردة. خسر التحالف حوالي 38000 رجل و 40 بندقية. بلغ مجموع الضحايا الفرنسيين حوالي 10000. لاحظ بعض ضباط نابليون أنه كان «يعاني من مَغص عنيف ناتج عن المطر، والذي تعرض له طوال اليوم الثاني من المعركة». 

## ما بعد الواقعة

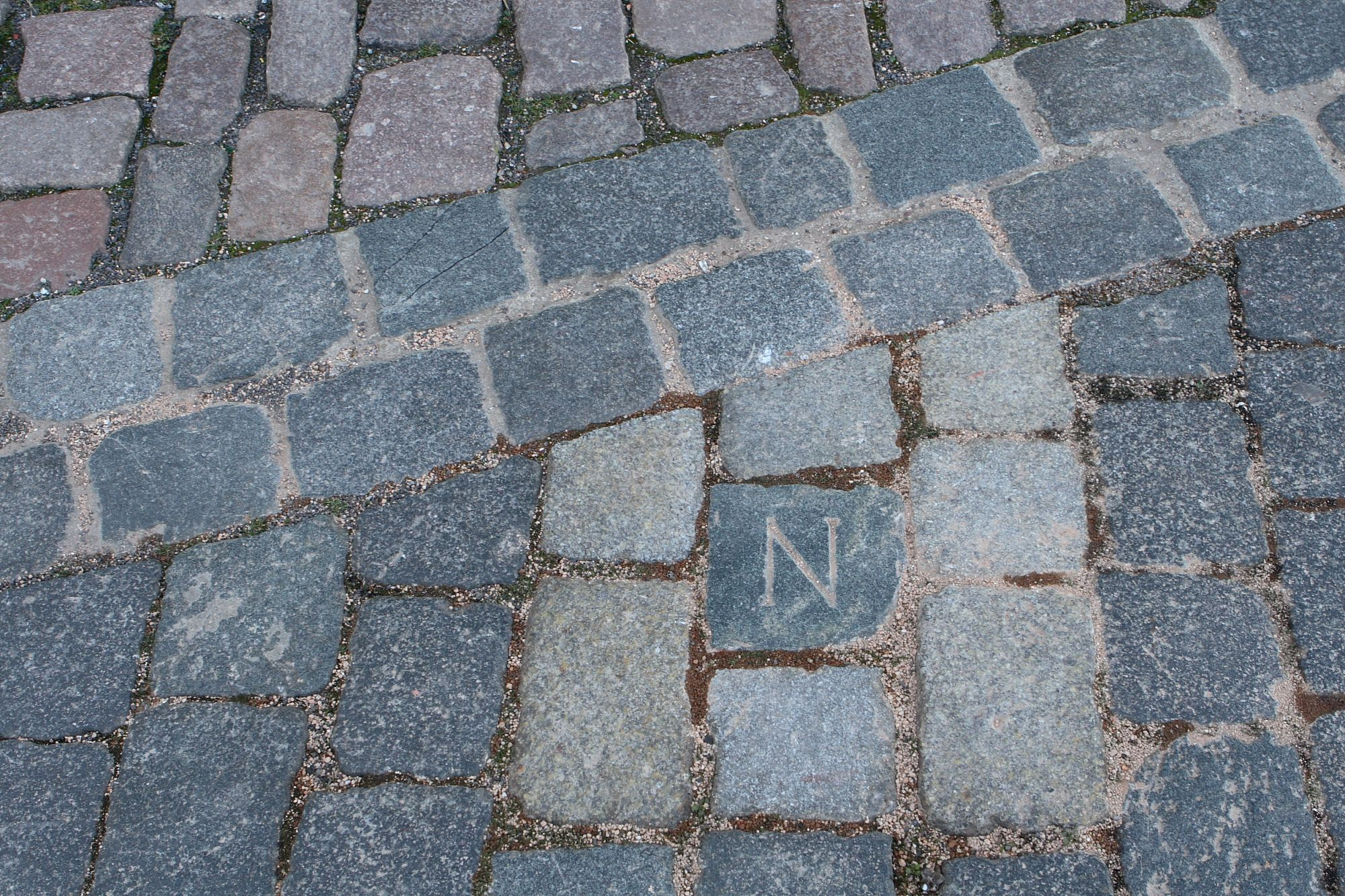
"حجر نابليون" الموجود في مدينة دريسدن (أرض المَعركة).

في 27 أغسطس، تلقى الجنرال دومينيك فاندامي أوامر للتقدم نحو بيرنا وجسر نهر إلبه هناك مع الفيلق الأول. تم ذلك في ظل هطول أمطار غزيرة، دون إزعاج الروس الذين تم نشرهم على مرتفعات زهيستا. هذا التَقدم من قبل فاندامي وضعه في وسط قوات التحالف المنسحبة من معركة دريسدن وأسفر عن معركة كولم بعد ثلاثة أيام. بعد تعرضه للهجوم من جميع الجهات، اضطر فاندامي في النهاية إلى الاستسلام. طغت هذه الخسارة إلى جانب هزائم المارشال نيكولاس أودينو والمارشال جاك ماكدونالد على انتصار نابليون في دريسدن.
كان خصم نابليون القديم جان فيكتور ماري مورو، الذي عاد مؤخرًا فقط من نفيه من الولايات المتحدة، يتحدث إلى القيصر (الذي كان يرغب في رؤية نابليون مهزومًا) وأصيب بجروح قاتلة في المعركة، ومات لاحقًا في 2 سبتمبر في لوني.

### هوفمان
صادف أن المؤلف والملحن إرنست هوفمان كان في دريسدن أثناء المعركة، حيث كان يعمل في ذلك الوقت لأوركسترا محلية. في 22 أغسطس، بعد انتهاء الهدنة، أُجبرت عائلة هوفمان على الانتقال من منزلهم اللطيف في الضواحي إلى المدينة. خلال الأيام القليلة التالية، مع احتدام المعركة، تعرضوا للقصف المستمر. كما روى هوفمان لاحقًا، قُتل العديد من الأشخاص بالقنابل أمامه مباشرة. بعد انتهاء المعركة الرئيسية، زار هوفمان ساحة المعركة الدموية.